# Mitti-Klubbtjärnen
Mitti-Klubbtjärnen är en sjö i Örnsköldsviks kommun i Ångermanland och ingår i Gideälvens huvudavrinningsområde.